# Loteprednol
Loteprednol (như ester loteprednol etabonate) là corticosteroid được sử dụng để điều trị viêm mắt. Nó được Bausch và Lomb đưa ra thị trường với tên gọi Lotemax  và Loterex.
Nó được cấp bằng sáng chế vào năm 1980 và được chấp thuận cho sử dụng y tế vào năm 1998.

## Sử dụng trong y tế
Ứng dụng cho thuốc này bao gồm việc giảm viêm sau phẫu thuật mắt, mùa viêm kết mạc dị ứng, viêm màng bồ đào, cũng như các hình thức kinh niên của viêm giác mạc (ví dụ như adenovirus và viêm giác mạc Thygeson), viêm kết mạc mùa xuân, pingueculitis, và episcleritis.  

## Chống chỉ định
Vì corticosteroid có tác dụng ức chế miễn dịch, loteprednol chống chỉ định ở những bệnh nhân bị nhiễm virus, nấm hoặc mycobacteria của mắt.

## Tác dụng phụ
Các tác dụng phụ phổ biến nhất ở bệnh nhân đang điều trị bằng công thức gel là viêm khoang trước (5%), đau mắt (2%) và cảm giác cơ thể nước ngoài (2%).

## Tương tác
Vì sử dụng lâu dài (> 10 ngày) có thể gây tăng áp lực nội nhãn, loteprednol có thể gây trở ngại cho việc điều trị bệnh tăng nhãn áp. Sau khi dùng mắt, thuốc được hấp thu vào máu rất chậm, do đó nồng độ trong máu bị giới hạn ở nồng độ cực kỳ nhỏ và việc tương tác với thuốc uống hoặc qua bất kỳ con đường nào khác ngoài nhãn khoa là rất khó xảy ra.

## Dược lý

### Dược động học
Cả loteprednol etabonate cũng không phải là chất chuyển hóa không hoạt động của nó Δ 1 - axit cortienic và et 1 -cortienic acid etabonate đều có thể phát hiện được trong máu, ngay cả sau khi uống. Một nghiên cứu với những bệnh nhân được dùng thuốc nhỏ mắt loteprednol trong hơn 42 ngày cho thấy không có sự ức chế tuyến thượng thận, đây sẽ là dấu hiệu của thuốc đến máu đến mức độ phù hợp lâm sàng.
Ái lực của thụ thể steroid là 4,3 lần so với dexamethasone trong các nghiên cứu trên động vật.

### Thiết kế thuốc hồi quy
Loteprednol etabonate được phát triển bằng cách sử dụng thiết kế thuốc chuyển hóa. Nó được gọi là thuốc mềm, có nghĩa là cấu trúc của nó được thiết kế sao cho có thể dự đoán được chuyển hóa thành các chất không hoạt động. Các chất chuyển hóa này, axit 1 -cortienic và etabonate của nó, là dẫn xuất của axit cortienic, bản thân nó là một chất chuyển hóa không hoạt động của hydrocortison. 

Cortisol, một loại corticosteroid tự nhiên, được gọi là Hydrocortison khi được sử dụng làm thuốc
1 -Cortienic acid, chất chuyển hóa không hoạt động của loteprednol
Axit Cortienic, chất chuyển hóa không hoạt động của hydrocortison

## Hóa học
Loteprednol etabonate là một ester của loteprednol với etabonate (ethyl carbonate). Hợp chất hóa học tinh khiết có điểm nóng chảy giữa 220,5 °C (428,9 °F) và 223,5 °C (434,3 °F). Độ hòa tan của nó trong nước là 1: 2.000.000 , do đó, nó được điều chế để sử dụng cho nhãn khoa dưới dạng thuốc mỡ, gel hoặc hỗn dịch.
Loteprednol là một corticosteroid. Chuỗi bên ketone của corticosteroid cổ điển như hydrocortison được thay thế bằng một este có thể phân tách, chiếm tỷ lệ bất hoạt nhanh chóng. (Điều này không giống như este etabonate.) 

Hydrocortison

Loteprednol etabonate

### Tổng hợp hóa học
liên_kết= 